# Heerhugowaard
Heerhugowaard és un municipi de la província d'Holanda del Nord, al centre-oest dels Països Baixos. L'1 de gener de 2009 tenia 51.054 habitants repartits per una superfície de 39,97 km² (dels quals 0,82 km² corresponen a aigua). Limita al nord amb Harenkarspel, Niedorp i Opmeer, a l'oest amb Langedijk, a l'est amb Koggenland i al sud amb Alkmaar i Schermer.

## Centres de població
Broekhorn, Butterhuizen, De Noord, Draai, Frik, Heerhugowaard, Kabel, 't Kruis, Veenhuizen, Verlaat, Oostertocht, Bomenwijk, Schilderswijk, Rivierenwijk, Stad van de Zon.

## Ajuntament
El consistori està format per 29 regidors:
- Burgerbelang - 6 regidors
- PvdA 6 regidors
- CDA 4 regidors
- VVD 5 regidors
- H.O.P - 3 regidors
- GroenLinks - 2 regidors
- ChristenUnie – 1 regidor
- De Goede - 1 regidor